# Rise (album de Skillet)
Pour les articles homonymes, voir Rise.
Albums de Skillet
Awake
(2009) Unleashed
(2016)
Rise est le huitième album studio du groupe de hard rock américain Skillet sorti le 25 juin 2013,. L'édition deluxe comprendra trois pistes bonus et un DVD intitulé Awake & Live DVD.
Le premier single de l'album, Sick of It, est sorti sur iTunes le 9 avril et a été diffusé sur les radios américaines à partir du 23 avril. American Noise est sorti sur iTunes le 16 avril comme le premier single promotionnel. Rise est sorti comme le deuxième single promotionnel le 14 mai 2013
 , .

## Critique
CCM Magazine a donné une note de 

## Liste des titres
| 1.    | Rise                | 4:20 |
| 2.    | Sick of It          | 3:11 |
| 3.    | Good to Be Alive    | 4:59 |
| 4.    | Not Gonna Die       | 3:45 |
| 5.    | Circus for a Psycho | 4:31 |
| 6.    | American Noise      | 4:09 |
| 7.    | Madness in Me       | 4:17 |
| 8.    | Salvation           | 3:45 |
| 9.    | Fire and Fury       | 3:56 |
| 10.   | My Religion         | 4:12 |
| 11.   | Hard to Find        | 3:48 |
| 12.   | What I Believe      | 3:19 |
| 48:11 |                     |      |

| Deluxe edition (piste bonus) | Deluxe edition (piste bonus) | Deluxe edition (piste bonus) | Deluxe edition (piste bonus) | Deluxe edition (piste bonus) | Deluxe edition (piste bonus) | Deluxe edition (piste bonus) | Deluxe edition (piste bonus) | Deluxe edition (piste bonus) | Deluxe edition (piste bonus) |
| No                           | Titre                        | Durée                        |                              |                              |                              |                              |                              |                              |                              |
| ---------------------------- | ---------------------------- | ---------------------------- | ---------------------------- | ---------------------------- | ---------------------------- | ---------------------------- | ---------------------------- | ---------------------------- | ---------------------------- |
| 13.                          | Battle Cry                   | 3:45                         |                              |                              |                              |                              |                              |                              |                              |
| 14.                          | Everything Goes Black        | 4:26                         |                              |                              |                              |                              |                              |                              |                              |
| 15.                          | Freakshow                    | 4:38                         |                              |                              |                              |                              |                              |                              |                              |
| 61:03                        |                              |                              |                              |                              |                              |                              |                              |                              |                              |

| Awake & Live DVD | Awake & Live DVD                                 | Awake & Live DVD | Awake & Live DVD | Awake & Live DVD | Awake & Live DVD | Awake & Live DVD | Awake & Live DVD | Awake & Live DVD | Awake & Live DVD |
| No               | Titre                                            | Durée            |                  |                  |                  |                  |                  |                  |                  |
| ---------------- | ------------------------------------------------ | ---------------- | ---------------- | ---------------- | ---------------- | ---------------- | ---------------- | ---------------- | ---------------- |
| 1.               | Whispers in the Dark                             |                  |                  |                  |                  |                  |                  |                  |                  |
| 2.               | Behind the Scenes 1                              |                  |                  |                  |                  |                  |                  |                  |                  |
| 3.               | Comatose                                         |                  |                  |                  |                  |                  |                  |                  |                  |
| 4.               | Awake & Alive                                    |                  |                  |                  |                  |                  |                  |                  |                  |
| 5.               | Those Nights                                     |                  |                  |                  |                  |                  |                  |                  |                  |
| 6.               | Behind the Scenes 2                              |                  |                  |                  |                  |                  |                  |                  |                  |
| 7.               | Hero                                             |                  |                  |                  |                  |                  |                  |                  |                  |
| 8.               | The Last Night                                   |                  |                  |                  |                  |                  |                  |                  |                  |
| 9.               | Lucy                                             |                  |                  |                  |                  |                  |                  |                  |                  |
| 10.              | Behind the Scenes 3                              |                  |                  |                  |                  |                  |                  |                  |                  |
| 11.              | Monster                                          |                  |                  |                  |                  |                  |                  |                  |                  |
| 12.              | Rebirthing                                       |                  |                  |                  |                  |                  |                  |                  |                  |
| 13.              | Making of Rise                                   |                  |                  |                  |                  |                  |                  |                  |                  |
| 14.              | Heart & Passion (Behind the Scenes avec Skillet) |                  |                  |                  |                  |                  |                  |                  |                  |
| 114:27           |                                                  |                  |                  |                  |                  |                  |                  |                  |                  |